# Conferencia Imperial (Japón)

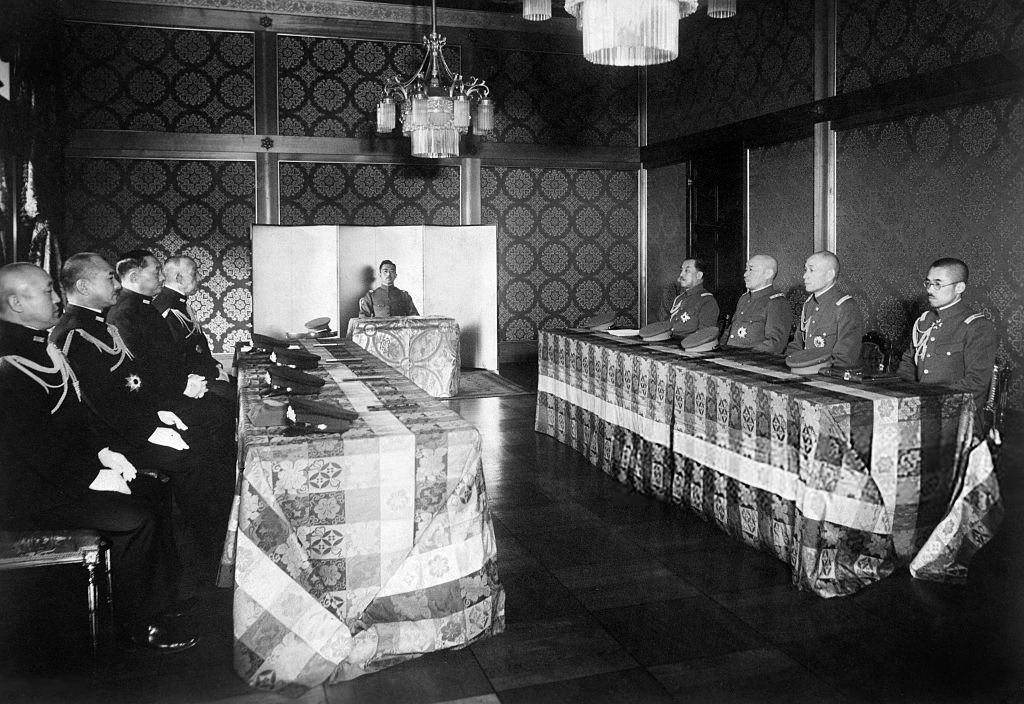
Reunión la Conferencia Imperial del 1 de enero de 1945.

La Conferencia Imperial (御前会議 Gozen Kaigi?) fue una institución extraconstitucional del Imperio de Japón establecida durante la Era Meiji —la primera se reunió justo antes del inicio de la primera guerra sino-japonesa de 1894-1895— que reunía a los miembros más destacados del gobierno y a los genrō —y desde 1937, también a los jefes de Estado Mayor del Ejército Imperial Japonés y de la Armada Imperial Japonesa— con el emperador para que este sancionara una decisión acordada previamente sobre un asunto de vital importancia, generalmente relacionado con la política exterior.

## Funcionamiento y composición

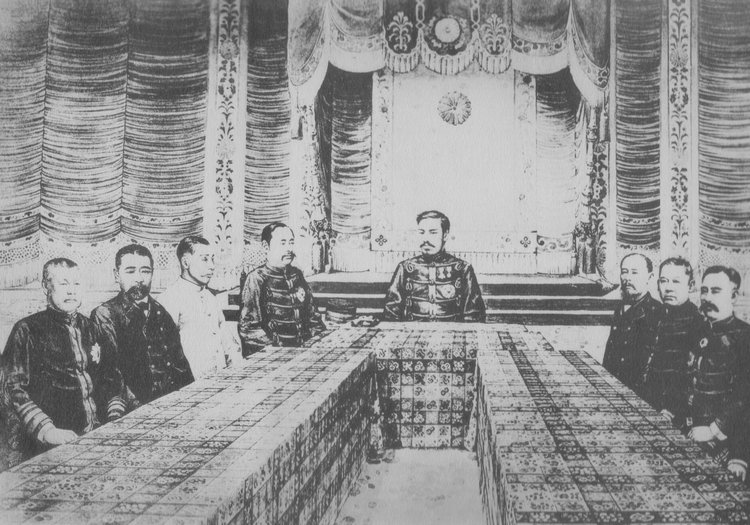
El emperador Meiji asiste a un Gozen Kaigi en el Cuartel General Imperial en Hiroshima antes de la Guerra Sino-Japonesa.

La conferencia imperial sólo se reunió en ocasiones excepcionales, fundamentalmente al principio o al final de una guerra, y durante la misma el emperador se limitaba a escuchar. El jefe del Consejo Privado era quien hablaba en su nombre y formulaba preguntas a los reunidos sobre la decisión que se iba a tomar. Como dijo el emperador Hirohito en una ocasión, «las conferencias imperiales eran algo curioso… El emperador no tenía poder decisorio, no podía dictar la atmósfera de la conferencia [a pesar del nombre]». Efectivamente se trataba de una mera formalidad, pero, como ha destacado la historiadora Eri Hotta, «al obtener la sanción imperial, las decisiones políticas cobraban un carácter divino, apolítico, y los líderes políticos quedaban exentos colectivamente de toda responsabilidad personal por la política recién aprobada». Así pues, se trataba de «un ritual pesudoreligioso cuya finalidad era despolitizar las grandes decisiones políticas».
Después de que en 1937 se establecieran las conferencias de enlace entre el gobierno y los Estados Mayores del Ejército y de la Armada —que constituían el Cuartel General Imperial—, a las conferencias imperiales asistían, junto con el emperador y el presidente de su Consejo Privado, las siguientes personas, todas ellas ataviadas formalmente con uniforme militar o con frac:
- El primer ministro
- El ministro de Asuntos Exteriores
- El ministro de Finanzas
- El presidente de la Oficina de Planificación del Gobierno
- El secretario del gabinete
- El ministro de Guerra
- El Ministro de Marina.
- El Jefe del Estado Mayor del Ejército Imperial Japonés.
- El Jefe del Estado Mayor de la Armada Imperial Japonesa.
- El subjefe del Estado Mayor del Ejército Imperial.
- El subjefe del Estado Mayor de la Armada Imperial.
- El jefe de la oficina de Asuntos Militares del Ministerio de la Guerra.
- El jefe de la oficina de Asuntos Militares del Ministerio de Marina.

### Las dos únicas intervenciones del emperador

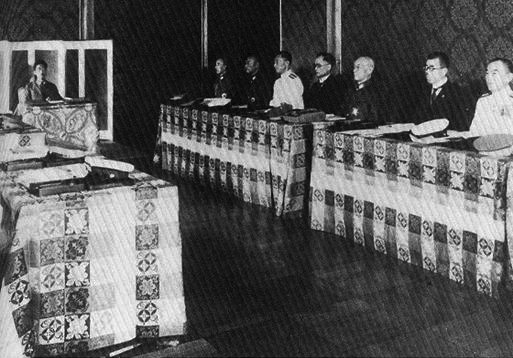
Conferencia Imperial del 14 de agosto de 1945, una de las dos únicas ocasiones en que el emperador tomó la palabra, esta vez para decidir la rendición de Japón. La otra ocasión fue el 6 de septiembre de 1941 en la que Hirohito leyó un poema pacifista tres meses antes del ataque a Pearl Harbor.

La primera vez que el emperador habló en una conferencia imperial fue el 6 de septiembre de 1941, tres meses antes del ataque a Pearl Harbor. La reunión se había convocado para que Hirohito sancionara el plan militar elaborado por los Estados Mayores del Ejército y de la Armada Imperiales en previsión de una posible guerra con Estados Unidos y con Gran Bretaña. Tal como estipulaba el rígido protocolo de las conferencias el presidente del Consejo Privado Yoshimichi Hara hizo una serie de preguntas sobre el plan en nombre del emperador. Pero cuando planteó el punto crucial y quiso saber si se daba prioridad a la estrategia o a la diplomacia y no obtuvo respuesta, el emperador tomó la palabra para decir: «La pregunta que el presidente Hara acaba de hacer no puede ser más pertinente. Es lamentable que los dos jefes de estados mayores no sean capaces de responderla». Y a continuación leyó un poema pacifista de su abuelo el gran emperador Meiji:

En los cuatro mares todos son hermanos y hermanas.
Entonces por qué, ay, ¿por qué, esos vientos y olas procelosos?

El emperador finalmente no se opuso al plan porque entre otras razones, según la historiadora Eri Hotta, «no había un precedente de veto imperial». «Moviéndose cautelosamente entre sus roles divino y terrestre, el emperador escogió limitarse a recitar un poema», concluye.
La segunda ocasión fue el 14 de agosto de 1945 cuando el emperador intervino para decidir la rendición de Japón. Pocos días antes Estados Unidos había lanzado una bomba atómica sobre Hiroshima y otra sobre Nagasaki.